# Ембер Герд
Ембер Лора Герд (англ. Amber Laura Heard; нар. 22 квітня 1986, Остін, Техас, США) — американська акторка та модель.

## Біографія
Народилася і виховувалася в Техасі.
У підлітковому віці активно брала участь у шкільних театральних постановках, знімалася в рекламних роликах та брала участь у рекламних та політичних кампаніях.
Коли Ембер було 16, її найкраща подруга розбилася в автокатастрофі. Тоді Герд, досі переконана католичка, оголосила себе атеїсткою. В 17 вона кинула Католицьку академію св. Михайла та вирушила до Нью-Йорка, де почала працювати моделлю. Професія, втім, її не приваблювала, і незабаром вона вирушила до Лос-Анджелеса, щоб стати акторкою.
У Лос-Анджелесі Герд з'явилася в безлічі телесеріалів: в пілотній серії «Джека та Боббі» в ролі Ліз (2004), в серіалі «Гора» (2004) в ролі Райлі і в «С. С. — Самотніх серцях» короткою та яскравою роллю дівчини-продавчині.
У тому ж 2004 році Герд вперше знялася в кіно: у фільмі «У променях слави» в ролі Марії. Потім була роль Шей у «Зіллі вовкулаки», низькобюджетному фільмі жахів, а також ролі другого плану в картинах «Убивча сексуальність» (2005), «Price to Pay» і «Тут і зараз» (2006).
Українській аудиторії акторка знайома за роллю Альми в фільмі «Альфа Дог» — у цьому фільмі, як і в «Північній країні», її партії були значнішими.
Потім Ембер була запрошена зніматися в серіалі «Палм Спрінгс» («Hidden Palms» в оригіналі) в ролі Грети Меттьюз, яка втрачає матір та коханого і починає дружити з головним антигероєм серіалу Джонні. Щоб отримати цю роль, Ембер мусила за 4 місяці втратити 11 кілограмів ваги. У підсумку серіал вийшов в ефір каналу CW Network, проте після 8 серій з 12 показ перервали без пояснень.
Наступним проєктом акторки стала головна роль у фільмі жахів «Всі хлопці люблять Менді Лейн». Прем'єра стрічки відбулася на кінофестивалі в Торонто, але в британських кінотеатрах її показали лише через рік.
2007 року Герд знялася в короткометражці «День 73 з Сарою», а потім — в стрічці «Приголомшення». 2008 року працювала в комедії «Ананасовий експрес», а також у касовій спортивній драмі «Ніколи не здавайся», яка принесла їй не лише гроші, а й значне збільшення популярності.
2008 року Ембер Герд знялася у фільмі «Інформатори». Наприкінці 2008 року знялася в картинах «Річка-питання» та «Сімейка Джонсів». Потім були фільми «Ласкаво просимо в Zомбіленд» (2009; невелика роль), фільм жахів «Вітчим» та комедія «З очей геть — з серця геть».
2010 року Герд зіграла у фільмах «Палата» Джона Карпентера і «І настане тьма», а 2011 року — «Ромовий щоденник», де головну роль виконав Джонні Депп.

## Особисте життя
У 2007—2008 роках Герд зустрічалася з актором Кріспіном Гловером, колегою у фільмі «Убивча сексуальність». З 2008 року до 2011 зустрічалася з фотографкою Тасею Ван Рі.

У грудні 2010 на вечірці організації GLAAD Герд здійснила камінг-аут. За словами Герд, у неї вистачило сил розповісти про свою орієнтацію багато в чому через діяльність цього альянсу.
Думаю, що GLAAD стала однією з причин, завдяки яким я, 24-річна дівчина, можу відкрито говорити. Я ненавиджу ярлики, як і всі інші, але я та, хто я є», — заявила акторка. «На мою особисту думку, якщо ви щось заперечуєте або приховуєте, ви мимоволі визнаєте, що це неправильно. А я не відчуваю, що я не маю рації. Я не відчуваю, що мільйони людей не мають рації через те, що люблять тих, кого люблять.
Влітку 2012 року в пресі з'явилася інформація, що у Герд зав'язалися стосунки з партнером по фільму «Ромовий щоденник» Джонні Деппом, через що Депп порвав зі своєю багаторічною партнеркою, співачкою Ванессою Параді. На початку 2013 року медіа повідомили про роман Ембер з французькою моделлю Марі де Вільпен, дочкою експрем'єр-міністра Франції Домініка де Вільпена.
Депп і Герд вперше з'явилися на публіці як пара на церемонії нагородження кінопремією «Золотий глобус» в січні 2014 року. Тоді ж у ЗМІ з'явилася інформація про їх заручини. 3 лютого 2015 року Герд і Депп одружилися після 3-річних стосунків. Пара розійшлася 22 травня 2016 року. Герд подала до суду, звинувачуючи Деппа у домашньому насильстві. 14 січня 2017 року суд постановив Деппа заплатити їй 7 млн дол. Після зустрічного позову Деппа про наклеп і публічного судового процесу 1 червня 2022 року суд штату Віргінія визнав Герд винною у наклепі і зумисному шкідництві репутації Деппа і зобов'язав її до сплати 15 млн. доларів компенсації.
Ще у 2013 році Ембер Герд познайомилася із Ілоном Маском на зніманні фільму «Мачете вбиває». 2016 року журналісти помітили їх разом. У квітні 2017 року в їх Інстаграмах з'явилися спільні фото в ресторані. Фото були зроблені в місті Голд-Кост в Австралії, де проходило знімання фільму за участю Герд — Аквамен. У 2018 році акторка повідомила, що зустрічалася з Маском протягом кількох місяців.
1 липня 2021 року акторка несподівано поділилася тим, що ще 8 квітня вперше стала матір'ю: Ембер повідомила, що її дочка Уна Пейдж (англ. Oonagh Paige Heard) народилася через чотири роки після того, як вона ухвалила рішення про дітей. За інформацією видання Page Six, Ембер Герд використала сурогатне материнство, батько дитини наразі невідомий. Припускають, що батьком є Ілон Маск.

## Номінації та нагороди
- Ембер Герд увійшла до «100 найсексуальніших жінок» за версією журналу «Maxim» в 2008 і 2009 році, а також до аналогічних рейтингів «FHM» тих же періодів.

Нагороди та номінації
| Рік  | Нагорода (фестиваль)                | Категорія (нагорода)                                  | Фільм                      | Результат |
| ---- | ----------------------------------- | ----------------------------------------------------- | -------------------------- | --------- |
| 2019 | «Сатурн»                            | Найкраща акторка другого плану                        | «Аквамен»                  | Номінація |
| 2019 | «Вибір тінейджерів»                 | Найкраща акторка науково-фантастичного/фентезі фільму | «Аквамен»                  | Номінація |
| 2019 | Нагорода MTV (кіно та ТБ)           | Найкращий поцілунок (з Джейсоном Момоа)               | «Аквамен» (Аквамен і Мера) | Номінація |
| 2019 | «Золота малина»                     | Найгірша акторка                                      | «Лондонські поля»          | Номінація |
| 2018 | Golden Schmoes                      | Найкраща фігура року (Best T&A of the Year)           | «Аквамен»                  | Номінація |
| 2015 | Техаська кінонагорода               | «Висхідна зірка» Зали Слави                           |                            | Перемога  |
| 2011 | Голлівудський кінофестиваль         | «У центрі уваги»                                      | «Ромовий щоденник»         | Перемога  |
| 2010 | Міжнародний кінофестиваль у Далласі | «Далласька зірка»                                     |                            | Перемога  |
| 2008 | «Молодий Голлівуд»                  | «Прорив року»                                         |                            | Перемога  |

## Фільмографія
| Рік       |    | Українська назва                  | Оригінальна назва                              | Роль                       |
| --------- | -- | --------------------------------- | ---------------------------------------------- | -------------------------- |
| 2004      | ф  | У променях слави                  | Friday Night Lights                            | Марія                      |
| 2005      | ф  | Зілля вовкулаки                   | SideFX                                         | Шей                        |
| 2005      | с  | Самотні серця                     | The O.C.                                       | продавчиня                 |
| 2005      | ф  | Убивча сексуальність              | Drop Dead Sexy                                 | Кенді                      |
| 2005      | ф  | Північна країна                   | North Country                                  | маленька Джозі             |
| 2006      | ф  | Ціна розплати                     | Price to Pay                                   | Тріша                      |
| 2006      | ф  | Альфа Дог                         | Alpha Dog                                      | Альма                      |
| 2006      | ф  | Всі хлопці люблять Менді Лейн     | All the Boys Love Mandy Lane                   | Менді Лейн                 |
| 2006      | с  | Мислити як злочинець              | Criminal Minds                                 | Лайла Арчер                |
| 2007      | ф  | День 73 з Сарою                   | Day 73 with Sarah                              | Мері                       |
| 2007      | ф  | Приголомшення                     | Remember the Daze                              | Джулія Форд                |
| 2007      | с  | Таємниці Палм-Спрінгс             | Hidden Palms                                   | Грета Меттьюз              |
| 2007      | с  | Californication                   | Californication                                | Ембер                      |
| 2008      | ф  | Ніколи не здавайся                | Never Back Down                                | Баха Міллер                |
| 2008      | ф  | Ананасовий експрес                | Pineapple Express                              | Енджі Андерсон             |
| 2008      | ф  | Інформатори                       | The Informers                                  | Крісті                     |
| 2009      | ф  | Здохни                            | ExTerminators                                  | Ніккі                      |
| 2009      | ф  | Сімейка Джонсів                   | The Джонсes                                    | Дженн Джонс                |
| 2009      | ф  | Ласкаво просимо в Zомбіленд       | Zombieland                                     | 406                        |
| 2009      | ф  | Вітчим                            | The Stepfather                                 | Келлі Портер               |
| 2010      | ф  | І настане темрява                 | And Soon the Darkness                          | Стефані                    |
| 2010      | ф  | Річка-питання                     | The River Why                                  | Едді                       |
| 2010      | ф  | Палата                            | The Ward                                       | Крістен                    |
| 2011      | ф  | Божевільна їзда                   | Drive Angry 3D                                 | Пайпер                     |
| 2011      | ф  | Ромовий щоденник                  | The Rum Diary                                  | Шено                       |
| 2011      | с  | Клуб Плейбоя                      | The Playboy Club                               | Морін                      |
| 2012      | ф  | Сироп                             | Syrup                                          | 6                          |
| 2013      | ф  | Мачете вбиває                     | Machete Kills                                  | міс Сан Антоніо            |
| 2013      | ф  | Параноя                           | Paranoia                                       | Емма Дженнінгс             |
| 2014      | ф  | Три дні на вбивство               | Three Days to Kill                             | Віві Ділей                 |
| 2015      | тф | Принц                             | The Prince                                     | Сірен                      |
| 2015      | ф  | Аддероллові щоденники             | The Adderall Diaries                           | Лана Едмонд                |
| 2015      | ф  | Коли я знову проживу своє життя   | When I Live My Life Over Again (One More Time) | Джуд                       |
| 2015      | ф  | Супер Майк XXL                    | Magic Mike XXL                                 | Зої                        |
| 2015      | ф  | Дівчина з Данії                   | The Danish Girl                                | Оола                       |
| 2017      | ф  |                                   | I Do... Until I Don't                          | Фанні                      |
| 2017      | ф  | Ліга Справедливості               | Justice League                                 | Мера                       |
| 2018      | ф  | Її запах                          | Her Smell                                      | Зельда Е. Зекеїл           |
| 2018      | ф  | Лондонські поля                   | London Fields                                  | Нікола Сікс                |
| 2018      | ф  | Аквамен                           | Aquaman                                        | Мера                       |
| 2019      | ф  |                                   | Gully                                          | Джойсі                     |
| 2020—2021 | с  | Протистояння                      | The Stand                                      | Надін Кросс (основна роль) |
| 2021      | ф  | Ліга справедливості Зака Снайдера | Zack Snyder's Justice League                   | Мера                       |
| 2023      | ф  | Аквамен і загублене королівство   | Aquaman and the Lost Kingdom                   | Мера                       |